# 詹姆斯·格雷
詹姆斯·格雷（英語：James Gray，1992年6月26日—），北愛爾蘭足球運動員。在場上的位置是前鋒。他現在效力於英格蘭足球議會全國聯賽球隊雷克斯汉姆足球俱乐部。他也代表北愛爾蘭各級國青隊參賽。他的爸爸也是一位職業足球運動員。

## 外部連結
- 足球数据库：詹姆斯·格雷的球员统计数据
- Soccerway資料庫：詹姆斯·格雷
- James Gray－UEFA國際賽競賽紀錄
- Profile at Irish FA